# Vlag van Winsum (Groningen)

Vlag van de gemeente Winsum

De vlag van Winsum is bij raadsbesluit op 23 juni 1992 vastgesteld als de gemeentelijke vlag van Winsum. Deze vlag bleef tot 1 januari 2019 de vlag van de gemeente, op die datum werd de gemeente opgeheven.

## Beschrijving
De beschrijving van de vlag is als volgt:
Drie golvende banen, waarvan de hoogten zich verhouden als 3 : 1 : 1, groen, wit, groen, met op de bovenste groene baan vier zevenpuntige gele sterren naast elkaar

## Verklaring
De kleuren, de golvende dwarsbalk van zilver en de vier gele sterren zijn geleend uit het wapen van Winsum. De vier gele sterren zijn een verwijzing naar de vier voormalige gemeenten Adorp, Baflo, Ezinge en Winsum die op 1 januari 1990 samengevoegd werden tot de huidige gemeente Winsum. De dwarsbalk is een verwijzing naar het Reitdiep dat door de gemeente loopt en is op haar beurt afkomstig uit het oude gemeente wapen van Adorp.

## Voorgaande vlag

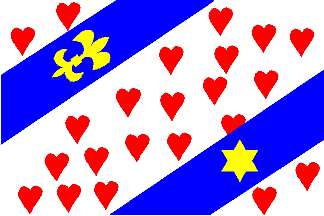
Vlag van de gemeente Winsum

Het is niet bekend wanneer de vorige vlag officieel is ingesteld. Een verklaring van de vorige vlag is ook onbekend. De beschrijving van de voorgaande vlag is als volgt:
Vijf diagonale banen van broekhoek tot vluchttop, in de verhouding 1:1:2:1:1, wit-blauw-wit-blauw-wit; op wit een semée van rode harten; de eerste blauwe baan beladen met een gele heraldische lelie, de tweede blauwe baan met een gele zespuntige ster, beide in de richting van de vluchtdiagonaal geplaatst.

## Verwante afbeeldingen

Wapen van Winsum
Wapen van Adorp

Adorp 
· Aduard 
· Appingedam 
· Bedum 
· Beerta 
· Bellingwedde 
· Bierum 
· De Marne 
· Delfzijl 
· Eemsmond 
· Eenrum 
· Finsterwolde 
· Grootegast 
· Haren 
· Hefshuizen 
· Hoogezand 
· Hoogezand-Sappemeer 
· Hoogkerk 
· Kloosterburen 
· Leek 
· Leens 
· Loppersum 
· Marum 
· Menterwolde 
· Muntendam 
· Nieuwe Pekela 
· Nieuweschans 
· Oldekerk 
· Oosterbroek 
· Oude Pekela 
· Reiderland 
· Sappemeer 
· Scheemda 
· Slochteren 
· Stedum 
· Ten Boer 
· Termunten 
· Uithuizen 
· Uithuizermeeden 
· Ulrum 
· Vlagtwedde 
· Warffum 
· Wildervank 
· Winschoten 
· Winsum 
· Zuidhorn